# Jean Pesne
Jean Pesne, född 1625, död 1700, var en fransk kopparstickare. Han var farbror till Antoine Pesne.
Pesne utförde bland annat gravyrer efter målningar av Nicolas Poussin, Anthonis van Dyck samt Ludovico, Agostino och Annibale Carracci.